# Michael Hudson
Michael Hudson (Minneapolis, 14 de marzo de 1939), es un economista estadounidense, profesor de economía en la Universidad de Misuri en Kansas City e investigador en el Levy Economics Institute en el Bard College, exanalista de Wall Street, consultor político, comentarista y periodista. Contribuye al The Hudson Report un informe semanal económico y de noticias financieras producido por Left Out.
Hudson se graduó de la Universidad de Chicago (B.A., 1959) y la Universidad de Nueva York (MA, 1965, PhD, 1968) y trabajó como economista en el Chase Manhattan Bank (1964-1968). Fue profesor asistente de economía en la New School for Social Research 1969-1972, y en 1980-90 trabajó para varias organizaciones gubernamentales y no gubernamentales como consultor económico.

## Visión de la economía
Hudson dedicó toda su carrera científica al estudio de la deuda: tanto doméstica (préstamos, hipotecas, pagos de intereses) como externa. En sus trabajos aboga sistemáticamente por la idea de que los préstamos y las deudas que crecen exponencialmente y que superan las ganancias de la economía de la esfera "real" son desastrosas tanto para el gobierno como para las personas del estado prestatario: lavan dinero (yendo a pagos a usureros y rentistas), no dejándolo para comprar bienes y servicios, y así conducir a la "deflación de la deuda" de la economía.
Hudson señala que la teoría económica existente (en particular, la Escuela de Economía de Chicago) está al servicio de los rentistas y los financieros y ha desarrollado un lenguaje especial diseñado para crear la impresión de que el estado actual de las cosas no tiene alternativa. En una teoría falsa, los estorbos parasitarios de una economía real, en lugar de deducirse en la contabilidad, se suman como una "adición al PIB" (producto interno bruto) y se presentan como "productivos". Hudson ve la protección del consumidor, el apoyo estatal a los proyectos de infraestructuras y los impuestos a los sectores rentistas parasitarios de la economía en lugar de gravar a los trabajadores como una continuación actual de la línea de los economistas clásicos.

## Biografía

### Juventud
Michael Hudson es un estadounidense de quinta generación, en la línea materna tiene la sangre de los indios Ojibwa. Su padre, Nathaniel Carlos Hudson (1908 - 2003) recibió una educación económica en la Universidad de Minnesota. Después de completar sus estudios en 1929, el año de la Gran Depresión, Nathaniel se unió activamente a la lucha sindical, se convirtió en un sindicalista trotskista activo, editor del Organizador del Noroeste y Organizador Industrial, y escribió artículos para otras publicaciones sindicales. Cuando Michael tenía solo 2 años, su padre fue arrestado ya que estaba sujeto a la Ley Smith, que tenía como objetivo combatir a los trotskistas en los Estados Unidos.
Su educación primaria y secundaria la recibió en una escuela privada en las escuelas de laboratorio de la Universidad de Chicago. Después de su graduación, ingresó a la Universidad de Chicago en dos especialidades: la principal fue la filología germánica, y eligió historia como adicional. En 1959, Hudson se graduó de la Universidad con una licenciatura. Después de la graduación, trabajó como asistente de Jeremy Kaplan en Free Press en Chicago. Logró obtener los derechos de las ediciones en inglés de las obras de Georg Lukács, así como los derechos sobre los archivos y obras de León Trotski después de la muerte de su viuda, Natalia Sedova.
Sin embargo, el trabajo en la editorial no fue interesante ni rentable, y como resultado, Hudson, que había estudiado música desde su infancia, se mudó a Nueva York en 1960 con la esperanza de convertirse en alumno del mundialmente famoso director Dimitri Mitrópoulos. Pero estos planes no debían realizarse. En Nueva York, el amigo de Michael, Gavin McFadyen, le presentó al padre de su novia, el economista Terence McCarthy. En la primera reunión, McCarthy fascinó a Hudson con su vívida descripción de la interconexión interna de los ciclos naturales y financieros, la naturaleza del dinero y la deuda pública. Estos conocimientos accidentales se convirtieron en esenciales para Hudson: se negó a estudiar música a favor de estudiar economía, y Terence McCarthy se convirtió en su mentor espiritual y maestro. Hudson recordó: "Él lo describió y fue un flujo de ideas tan hermoso y estético que, lo creas o no, me metí en la economía, porque era hermoso y estético ... Y con Terence, debo haber hablado todos los días durante una hora al día durante 30 años.»

### Formación económica y trabajo para los bancos
En 1961, Hudson se inscribió en el Departamento de Economía de la Universidad de Nueva York. Su tesis de maestría estuvo dedicada a la filosofía del desarrollo del Banco Mundial, donde prestó especial atención a la política de crédito en el sector agrícola. Muchos años después, Hudson reconoció: "Los temas que más me interesaban, y el enfoque de este libro, no se enseñaban en la Universidad de Nueva York donde obtuve mi título de posgrado en economía. De hecho, no se enseñan en ningún departamento universitario: la dinámica de la deuda, y cómo el patrón de los préstamos bancarios aumenta los precios de la tierra, o la contabilidad del ingreso nacional y la creciente participación absorbida por la extracción de rentas en los sectores de Finanzas, Seguros e Inmobiliario. Había solo una forma de aprender cómo analizar estos temas: trabajar para los bancos ".
Para descubrir cómo funcionan las finanzas en realidad, Hudson, en paralelo con la capacitación en la Facultad de Economía, comenzó a trabajar en un banco: "Mi primer trabajo fue tan mundano como podría imaginarse: un economista de Savings Banks Trust Company. Ya no existe, había sido creado por las cajas de ahorro de Nueva York en ese entonces (ahora también extintas, después de haber sido absorbidas, privatizadas y vaciadas por los banqueros comerciales). Me contrataron para analizar cómo los ahorros acumulaban intereses y se reciclaban en nuevos préstamos hipotecarios. Mis gráficos de este aumento de ahorros se parecían a la "Ola" de Hokusai, pero con un pulso acelerado como en un cardiograma, cada tres meses, en el día en que se acreditaban los dividendos trimestrales".
En 1964, Hudson, que acababa de obtener su maestría en economía, se unió al departamento de economía de investigación del Chase Manhattan Bank como especialista en balanzas de pagos. Su tarea era establecer la capacidad de pago de Argentina, Brasil y Chile. Con base en los datos sobre sus ingresos de exportación y otros pagos internacionales, Hudson tuvo que averiguar qué tipo de ingresos podría obtener el banco de los pagos de la deuda que estos países habían acumulado. "Pronto descubrí", recordó el científico, "que los países de América Latina que analicé se habían prestado por completo. No había más entradas de divisas disponibles para extraer como intereses de nuevos préstamos o emisiones de bonos. De hecho, había la fuga de capitales."
Entre otras tareas importantes que Hudson realizó en Chase Manhattan, se encuentran un análisis de la balanza de pagos de la industria petrolera estadounidense y el seguimiento del dinero "sucio" que se estableció en los bancos de Suiza. Según el científico, este trabajo le ha dado una valiosa experiencia en la comprensión de cómo funcionan los bancos y el sector financiero, así como la comprensión de cómo se relacionan la contabilidad bancaria y la vida real. Fue durante el estudio de los flujos de las compañías petroleras (el estudio fue financiado por Chase Manhattan y Socony Oil Company) fue cuando Hudson se reunió con Alan Greenspan (futuro presidente de la Junta de Gobernadores de la Reserva Federal) que actuó como observador de Socony Oil. Hudson recordó que Greenspan ya había cabildeado con éxito los intereses de sus clientes en esos años y, en el marco de la investigación, intentó proporcionar estimaciones aproximadas del mercado estadounidense, basadas en las tendencias mundiales: "El Sr. Rockefeller, presidente de Chase, me dijo para informarle al Sr. Greenspan que a menos que pudiera proporcionar cifras específicamente estadounidenses, y / o ser franco sobre sus suposiciones, tendríamos que dejar su contribución fuera del estudio".
Pronto, Hudson dejó su trabajo en el banco para completar su tesis doctoral. Su tesis estuvo dedicada al pensamiento económico y tecnológico estadounidense en el siglo diecinueve. Fue defendida con éxito en 1968, y en 1975 se publicó bajo el título "Economía y tecnología en el pensamiento estadounidense del siglo XIX: los economistas estadounidenses descuidados".
En 1968, Hudson se unió a la importante compañía de auditoría Arthur Andersen, para lo cual amplió su análisis de los flujos de pago para todas las áreas de la producción de los EE. UU. Descubrió que el déficit estadounidense se manifestaba solo en el ámbito militar: "Mis gráficos revelaron que el déficit de pagos de los EE. UU. era completamente militar en la década de 1960. El sector privado -el comercio exterior y la inversión- estaba exactamente en equilibrio, año tras año , y la "ayuda extranjera" en realidad produjo un superávit en dólares (y estaba obligado a hacerlo bajo la ley estadounidense)". Sin embargo, el sistema contable, que se usó en los EE. UU. después de la guerra, mezcló el saldo de las personas y los pagos del estado en un solo saldo, lo que logró ocultar el déficit presupuestario. Hudson pensó dividir la balanza de pagos de los EE. UU. entre el gobierno y el sector privado.
En 1968, Hudson publicó un folleto de 100 páginas titulado "Un análisis del flujo de pagos financieros de las transacciones internacionales de EE. UU., 1960-1968", en el que señalaba los problemas en el sistema contable moderno y la necesidad de distinguir entre los déficits estatales y los pagos privados .
Después de la aparición del folleto, Hudson fue invitado a hablar en la facultad de economía de postgrado de la New School en 1969, de donde resultó que la facultad necesitaba a alguien que enseñara comercio internacional y finanzas, por lo que se le ofreció el puesto inmediatamente después de la conferencia. Según Hudson, se sorprendió al descubrir que el programa de la universidad casi no abordaba los problemas de la deuda, los flujos financieros, el lavado de dinero, etc. La particular atención que Hudson le prestó a estas cuestiones en sus conferencias despertó críticas del presidente del Departamento de Economía, Robert Heilbroner, quien notó que incluso los profesores marxistas no ponen el acento en tales asuntos.

### Analista independiente
En 1972 Hudson publicó su primer gran libro, "Super imperialismo", en el que mostraba cómo Estados Unidos, después de abandonar la conversión dólar-oro, creó una situación única cuando los bonos del Tesoro de EE. UU. se convirtieron en la única base para las reservas mundiales y los gobiernos extranjeros no tenían otra opción que financiar el déficit presupuestario en los Estados Unidos, y por lo tanto, sus gastos militares. Después de la publicación del libro, Hudson dejó la New School y se pasó al "think tank" encabezado por Herman Kahn, en el Hudson Institute. En 1979, se convirtió en asesor del Instituto de las Naciones Unidas para Formación y la Investigación (UNITAR). Escribió informes para el Ministerio de Defensa y también actuó como asesor del gobierno canadiense. Su segundo gran libro, "La fractura global: el nuevo orden económico internacional", fue publicado en 1977. En él, Hudson argumentó que la superioridad militar de los Estados Unidos llevó a la división del mundo a lo largo de líneas financieras.
Después de la reunión en México, donde su advertencia sobre la esclavitud de la deuda, en que los países de América Latina se estaban metiendo, provocó una tormenta de protestas, dejó su trabajo en UNITAR y abandonó el campo de la economía moderna en su conjunto. En cambio, Hudson decidió estudiar las raíces históricas de la deuda, cómo se formaron las deudas en la antigua Roma, Grecia y Sumeria. La minuciosa reconstrucción del material disperso lo llevó a una sorprendente conclusión: los préstamos en el Antiguo Sumer fueron emitidos no solo por individuos, sino principalmente por templos y palacios. Los acreedores estatales estaban interesados en el hecho de que el equilibrio de la economía no se violara, por lo tanto, el estado no permitía a los ciudadanos entrar en servidumbre por deudas en relación con otros ciudadanos. Hudson pronto se convirtió en investigador científico en el Museo Peabody de Arqueología y Etnología en la Universidad de Harvard. Con la ayuda de académicos de Harvard, Hudson fundó el Instituto para el Estudio del Establecimiento de Tendencias Económicas a Largo Plazo, y más tarde se convirtió en el fundador de ISCANEE (Conferencia Internacional de Académicos sobre Antiguas Economías del Cercano Oriente), que organizó una serie de simposios innovadores. Al mismo tiempo, continuaba trabajando como asesor financiero. En 1989, se unió al fondo de bonos, Scudder Stevens and Clark.
A mediados de la década de 1990, Hudson se convirtió en profesor de economía en la Universidad de Misuri en Kansas City y miembro del Levy Economics Institute en el Bard College. A principios de la década de 2000, emitió una advertencia de que la creciente inflación y el fortalecimiento de la servidumbre por deudas hipotecarias conducirán a una crisis. Mucho antes, en la década de 1980, Hudson pidió a varias editoriales que publicaran un libro en el que mostraba que el crecimiento de una burbuja hipotecaria inevitablemente conducía a una crisis, pero los editores se negaron a publicarlo: "Me dijeron que esto era como contar a las personas que el buen sexo se detendría a una edad temprana". En 2004, Hudson escribió varios artículos populares para Harper's Magazine, en los que describió su visión del problema. Cuando estalló la crisis en 2008, el Financial Times lo nombró uno de los ocho economistas que previeron la crisis. El mismo Hudson argumentó que la génesis de la crisis fue visto por todos menos por los economistas de Wall Street.
Actualmente es el director del Instituto para el Estudio de Tendencias Económicas a Largo Plazo (ISLET) y el Profesor Distinguido de Investigación Económica en la Universidad de Misuri, Kansas City, escribe activamente libros y hace comentarios en la prensa. Es colaborador de The Hudson Report, un pódcast semanal de noticias económicas y financieras producido por Left Out.

## Contribuciones científicas

### El imperialismo estadounidense y el problema de los préstamos externos
Hudson dedicó sus primeros trabajos al problema de las reservas de oro y divisas y la deuda económica extranjera de los Estados Unidos, un tema que su mentor Terence McCarthy había tratado anteriormente en detalle. En su primer artículo "Tamiz de oro", Hudson recurrió a un análisis de las desastrosas consecuencias económicas que conllevó la Guerra de Vietnam. Al mismo tiempo, llamó la atención sobre el hecho de que incluso sin guerra, la economía de EE. UU. llegó muy pronto a un punto crítico: el bienestar de los Estados Unidos en los años de la posguerra fue en muchos casos provisto de una "almohada de oro", que se acumuló durante los años de entreguerras y guerra (desde 1934, cuando los gobiernos hitlerianos comenzaron a comprar valores del gobierno estadounidense, con lo que transfirieron sus reservas de oro y divisas a los bancos estadounidenses, y desde el año 1934, las reservas de oro y divisas estadounidenses aumentaron desde $ 7.4 mil millones a $ 20.1 mil millones en 1945). Sin embargo, después de la creación del sistema de Bretton Woods, por el que se creó un Fondo Monetario Internacional, así como un fondo de oro que garantizaba que el dólar era tan bueno como el oro, el capital comenzó a abandonar el país y se trasladó a Europa. Los gastos militares representaron una gran parte del déficit presupuestario de los EE. UU., que intentaron en vano evitar un mayor crecimiento del déficit: por un lado, limitando en todos los sentidos el flujo de oro, por otro lado, no permitiendo a los bancos centrales extranjeros recibir oro por los dólares. Muy pronto, tal política atrajo a los banqueros europeos que la consideraban hipócrita, pero no podían hacer nada porque temían derrumbar el dólar y privar así a sus productores de competitividad en los mercados estadounidenses.
En su obra, "Un análisis de flujo de pagos financieros de transacciones internacionales de EE. UU., 1960-1968", Hudson mostró que las estadísticas de exportación de EE. UU. incluyen erróneamente una clase de bienes cuya transferencia al exterior no implica el pago en ningún momento de residentes de una nación a los de otro y que por esta razón no son en realidad transacciones internacionales. Los principales entre esta clase de productos son las transferencias de piezas y componentes de aeronaves por parte de las líneas aéreas internacionales a sus terminales aéreas en el extranjero y la instalación en sus aviones. Estas transferencias se llevaron al país anfitrión bajo fianza y, por lo tanto, se excluyeron de sus estadísticas de importación. Al mismo tiempo, su valor se incluyó en las estadísticas de exportación de EE. UU. como crédito. Por otro lado, el sector del gobierno ha estado en un considerable déficit en una base de flujo de pagos durante 1960-1968, como resultado principalmente de sus operaciones militares, pero el sistema de cuenta existente hizo que los flujos mixtos del gobierno y privados no mostraran el problema existente y la fuente del déficit tampoco. En su monografía, Hudson intentó dividir la balanza de pagos de los Estados Unidos entre el gobierno y el sector privado.
En 1972, Hudson publicó su primer libro, "Superimperialismo", que trazó la historia de la formación del imperialismo estadounidense después del final de la Primera Guerra Mundial. En la interpretación de Hudson, el "superimperialismo" es una etapa del imperialismo en la que el estado no favorece los intereses de ningún grupo, sino que está entera y completamente dirigido a imperializar la toma de otros estados. Hudson, continuando con la posición descrita en "Un análisis de flujo de pagos financieros de transacciones internacionales de EE.UU., 1960-1968", hizo hincapié en que el sistema de ayuda formado después del final de la Segunda Guerra Mundial fue convocado para resolver el problema de la economía estadounidense. Toda la política exterior de los EE. UU. (Incluyendo las deudas) tenía como objetivo restringir el desarrollo económico de los países del tercer mundo en aquellos sectores de la economía en los que Estados Unidos temía la aparición de competencia. Al mismo tiempo, los Estados Unidos impusieron activamente políticas de libre comercio en los países en desarrollo, en otras palabras, una política que fue la inversa de la que llevó a su país a la prosperidad.
Después de la cancelación de la conversión dólar oro, EE. UU. obligó a los bancos centrales extranjeros a comprar bonos del Tesoro de los EE. UU. que se utilizan para financiar el déficit federal y grandes ejércitos. A cambio de proporcionar un excedente neto de activos, productos básicos, financiación de deuda, bienes, y servicios, los países extranjeros están "obligados" a mantener una cantidad igual de bonos del Tesoro de los Estados Unidos. Esto impulsa a los EE. UU., las tasas de interés bajan, lo que reduce la tasa de cambio del dólar.
Hudson considera que los bancos centrales extranjeros compran bonos del Tesoro como un esfuerzo legítimo para estabilizar los tipos de cambio en lugar de una "manipulación" cambiaria. Los bancos centrales extranjeros podrían vender el exceso de dólares en el mercado cambiario, lo que apreciaría su moneda, pero se trata de un dilema porque disminuye su capacidad de continuar con un superávit comercial, aunque también aumentaría su poder adquisitivo. Cree que el "crédito de teclado" y las salidas de tesorería a cambio de activos extranjeros sin un futuro medio para los EE. UU. para pagar los bonos del Tesoro y un valor decreciente del dólar es similar a la conquista militar. Cree que los países con "superávit" de balanza de pagos tienen el derecho de estabilizar los tipos de cambio y esperar el reembolso de los préstamos resultantes, incluso a medida que la industria se desplaza de los EE. UU. a las naciones acreedoras.
Afirma que el Consenso de Washington alentó al FMI y al Banco Mundial a imponer austeridades a las que Estados Unidos no está expuesto (gracias a la dominación del dólar) que someten a otros países a un comercio injusto que agota los recursos naturales y privatiza las infraestructuras, que utilizan técnicas de financiación parasitaria (incluidas exenciones tributarias al estilo occidental) para extraer la cantidad máxima del excedente del país en lugar de proporcionar un servicio competitivo.

### Deuda en el antiguo Cercano Oriente
A fines de los 80, Hudson abandonó el campo de la economía moderna y comenzó a explorar la historia de la deuda. Descubrió que los primeros acreedores importantes eran los templos y los palacios de la Mesopotamia de la Edad del Bronce, no individuos privados que actuaban por su cuenta. La tasa de interés en cada región no se basó en la productividad, sino que se estableció puramente por simplicidad para el cálculo en el sistema local de aritmética fraccional: 1/60 por mes en Mesopotamia, y luego 1/10 por año para Grecia y 1/12 para Roma.
La estabilidad del Estado dependía en gran medida del número de personas libres y dependientes, por lo que las restricciones existentes impedían la aparición de la dependencia de la deuda personal. Las proclamas de los Estados Limpios tenían un propósito de mejorar la economía. "A principios de la década de 1990 intenté escribir mi propio resumen, pero no pude convencer a los editores de que la tradición del Cercano Oriente de cancelar la deuda bíblica estaba firmemente arraigada. Hace dos décadas, historiadores económicos e incluso muchos estudiosos bíblicos pensaban que el Año Jubilar era meramente una creación literaria, un escape utópico de la realidad práctica. Encontré una pared de disonancia cognitiva ante el pensamiento de que la práctica estaba atestiguada en las proclamas cada vez más detalladas del Estado Limpio.
Según Hudson, en lugar de una deuda sagrada, lo que era sagrado era la cancelación regular de las deudas agrarias y la liberación de los siervos con el fin de preservar el equilibrio social. Esas amnistías no eran desestabilizadoras, sino esenciales para preservar la estabilidad social y económica.

### Deudas internas y deflación de la economía
Desde el comienzo de la década de 2000, Hudson presta especial atención a los problemas de inflar el capital ficticio, que implica la retirada de fondos de la economía real y conduce a la deflación de la deuda. Afirma que las finanzas han sido clave para orientar la política hacia la reducción de la capacidad productiva de los Estados Unidos y Europa, incluso cuando los Estados Unidos y Europa se benefician de métodos financieros que utilizan técnicas similares y ampliadas para dañar a Chile, Rusia, Letonia y Hungría. Hudson afirma que las finanzas parasitarias analizan la industria y la mano de obra para determinar cuánta riqueza pueden extraer por honorarios, intereses y desgravaciones fiscales, en lugar de proporcionar el capital necesario para aumentar la producción y la eficiencia. Afirma que la "magia del interés compuesto" resulta en un aumento de la deuda que finalmente extrae más riqueza de la que la producción y el trabajo pueden pagar. En lugar de extraer impuestos de los "rentistas" para reducir el costo de la mano de obra y los activos y usar los ingresos tributarios para mejorar la infraestructura para aumentar la eficiencia productiva, declara que el sistema tributario estadounidense, los rescates bancarios y la flexibilización cuantitativa sacrifican mano de obra e industria en beneficio del sector financiero.
Según Hudson, los banqueros y los rentistas ya en 1880 comenzaron a buscar formas de racionalizar las finanzas, los bienes inmuebles y los monopolios sin impuestos y desregulación. Tuvieron éxito en la década de 1980 con el establecimiento de un consenso neoliberal de Washington que declara que "todos valen lo que reciben", por lo que no existe una justificación para gravar.
Hudson subraya que la victoria mundial de la política neoliberal está estrechamente relacionada con su apoyo educativo en todas las grandes universidades. Es revelador que uno de los primeros actos de los Chicago Boys en Chile, después de que la junta militar derrocó al gobierno de Allende en 1973, fue cerrar todos los departamentos de economía de la nación fuera de la Universidad Católica, que era un bastión monetarista de la Universidad de Chicago. Luego, la junta cerró todos los departamentos de ciencias sociales y disparó, exilió o asesinó a los críticos de su ideología en el programa terrorista, Proyecto Condor librado en toda América Latina y que se extendió a asesinatos políticos en los propios Estados Unidos. Lo que los Chicago Boys reconocieron es que la ideología del libre mercado requiere el control totalitario del sistema escolar y universitario, el control totalitario de la prensa y el control de la policía donde la resistencia intelectual sobrevive, de la mano del gobierno a los de los banqueros y otras instituciones financieras. Hudson afirma: "La ideología del libre mercado termina como un doble pensamiento político para contrarrestar cualquier libertad de pensamiento. Su notable éxito en los Estados Unidos y en otros lugares se ha logrado excluyendo la historia del pensamiento económico y la historia económica del currículo de economía."

## Libros
Hudson es el autor de varios libros:
- Súper imperialismo: la estrategia económica del imperio estadounidense,[4] (1972) fue el primer libro en describir la evolución económica de EE. UU. después de que saliera del patrón oro en 1971, colocando en el mundo los bonos del Tesoro de los Estados Unidos. Obligar a los bancos centrales extranjeros a mantener sus reservas monetarias en bonos del Tesoro los obliga a financiar el gasto militar de los EE. UU. en el extranjero, que es el responsable del déficit de la balanza de pagos de EE. UU. en cada momento. Analiza el privilegio exorbitante de la moneda de reserva, y el superimperialismo en la historia y el uso del término.
- La fractura global: el nuevo orden económico internacional. (Global Fracture: The New International Economic order),[5] una secuela del Súper Imperialismo, pronosticó la división del mundo por el comercio regional y los bloques de divisas.
- Comercio, desarrollo y deuda externa, volumen I, Comercio internacional: una historia de las teorías de la polarización y la convergencia en la economía internacional.[6] (1992)
- Comercio, Desarrollo y Deuda Externa, Volumen II, Finanzas Internacionales: Una Historia de las Teorías de la Polarización y la Convergencia en la Economía Internacional.[6] (1992)
- Urbanización y propiedad de la tierra en el antiguo Cercano Oriente; Editado por Michael Hudson y Baruch A. Levine,[7] (1999) con una introducción de Michael Hudson, Volumen II en una serie patrocinada por el Instituto para el Estudio de las Tendencias Económicas a Largo Plazo y la Conferencia Internacional de Académicos sobre las Economías del Cercano Oriente Próximo: un coloquio celebrado en la Universidad de Nueva York, noviembre de 1996, y el Instituto Oriental, San Petersburgo, Rusia, mayo de 1997; publicado por el Museo Peabody de Arqueología y Etnología.
- Nueva edición de Super imperialismo: El origen y los fundamentos de la dominación mundial de Estados Unidos,[8] (2003) - una edición nueva y completamente revisada de "Super imperialismo", describe la génesis de la dominación política y financiera de Estados Unidos.
- Global Fracture: The New International Economic order, Second Edition,[5] - una edición nueva y actualizada que explora cómo y por qué Estados Unidos logró la hegemonía económica mundial.
- Despegue proteccionista de Estados Unidos, 1815-1914: La escuela estadounidense descuidada de economía política,[9] (2010) - versión ampliada, revisada y actualizada de Economía y tecnología en el pensamiento estadounidense del siglo XIX - Los economistas estadounidenses descuidados.
- The Bubble and Beyond,[10] (2012) explica cómo una economía de burbuja corrosiva está reemplazando al capitalismo industrial, a través de la inflación del precio de los activos financiada con deuda. Hudson dice que esto tiene la intención de aumentar el patrimonio neto del balance, beneficiando a unos pocos mientras se extiende el riesgo entre la población en general.
- Killing the Host,[11] (2015) continúa el análisis de Hudson sobre cómo las finanzas, los seguros y las propiedades inmobiliarias (el sector FIRE) han ganado el control de la economía mundial a expensas del capitalismo industrial y los gobiernos.
- B es para la economía basura: una guía sobre la realidad en la era del engaño,[12] (2017) es una guía de la A a la Z que explica cómo funciona realmente la economía mundial y quiénes son los ganadores y los perdedores.
- The Destiny of Civilization: Finance Capitalism, Industrial Capitalism or Socialism,[13] (2022)  El libro explica por qué Estados Unidos y otras economías occidentales han perdido su impulso anterior: una estrecha clase rentista ha ganado el control y se ha convertido en la nueva planificadora central.
- The collapse of antiquity : Greece and Rome as civilization's oligarchic turning point,[14] (2023)  El colapso de Roma fue el precursor de las crisis de deuda, la polarización económica y la austeridad causadas por las oligarquías occidentales posteriores.

## Documentales
Michael Hudson ha aparecido en varios documentales:
- Real Estate 4 Ransom (2012) Australia, directed by Karl Fitzgerald.[n 1]
- Four Horsemen (2012) UK, directed by Ross Ashcroft.[17][n 2]
- Surviving Progress (2011) Canada, directed by Mathieu Roy, Harold Crooks.[19][n 3]
- The Secret of Oz, (2009), by Bill Still
- Plunder: The Crime of Our Time (2009), directed by Danny Schechter.[21][n 4]
- In Debt We Trust, (2006), directed by Danny Schechter[23]